# Coprophanaeus boucardi
Coprophanaeus boucardi är en skalbaggsart som beskrevs av Nevinson 1891. Coprophanaeus boucardi ingår i släktet Coprophanaeus och familjen bladhorningar. Inga underarter finns listade i Catalogue of Life.